# Jetstar Airways
A Jetstar Airways é uma empresa aérea com sede em Melbourne, na Austrália, foi fundada em 2003 como uma subsidiária da Qantas.

## Frota

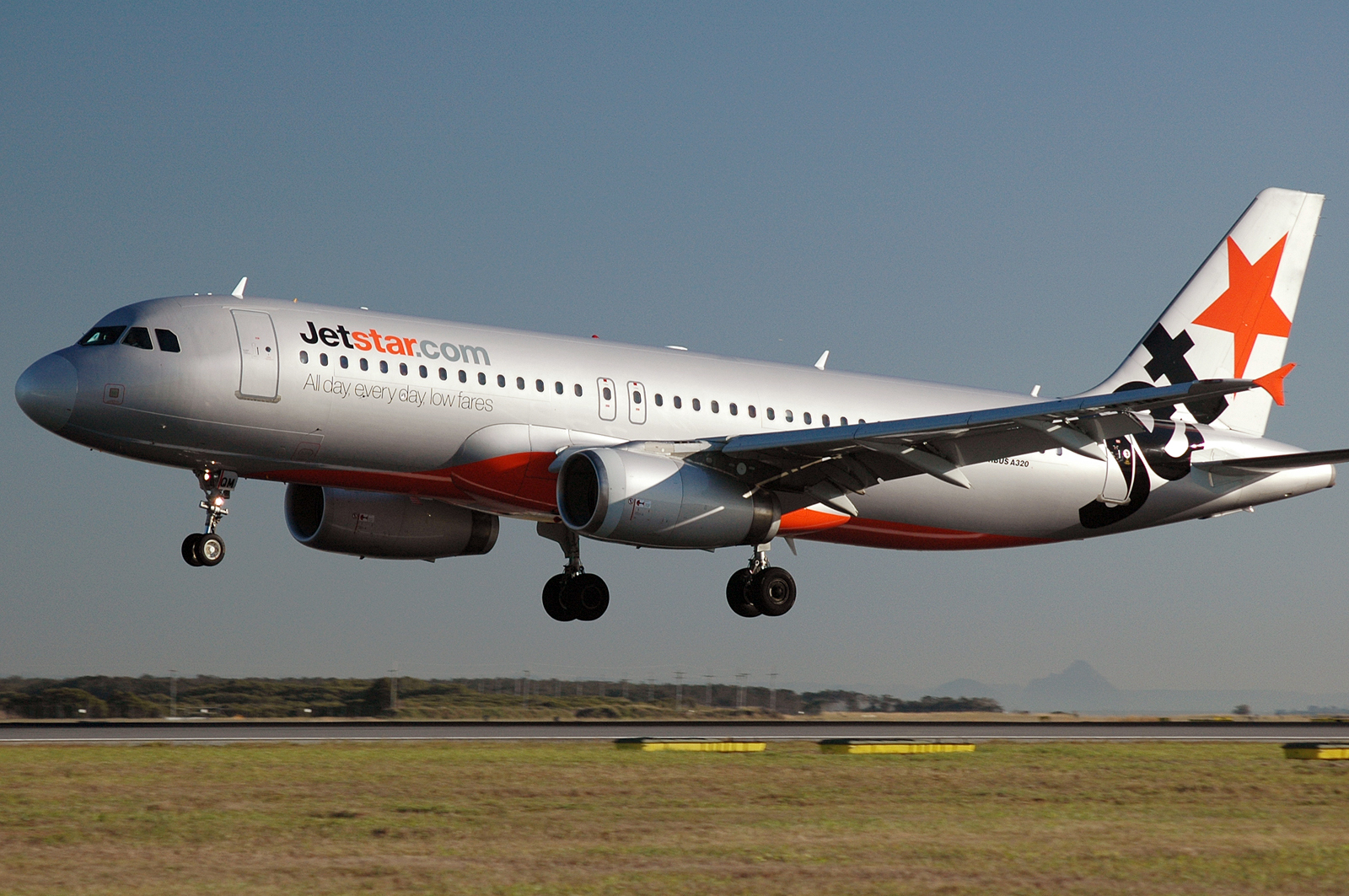
Airbus A320 da Jetstar Airways.

Em outubro de 2017.
- Airbus A320-200: 52
- Airbus A321-200: 8
- Boeing 787-8: 11